# Waitress
Waitress (br: Garçonete; ptː Amor Aos Pedaços) é um filme independente estadunidense de 2007, dirigido por Adrienne Shelly e estrelado por Keri Russell. Adriene além de dirigir também atuou no filme, sendo este seu último trabalho antes de seu falecimento em 2006.

## Sinopse
Jenna (Keri Russell) é uma garçonete que está presa a um casamento infeliz com o troglodita Earl Hunterson (Jeremy Sisto). Ela trabalha no Pie Joe's Diner, onde o seu trabalho inclui a criação de tortas com títulos inspirados em sua vida, como a torta "Baby Bad", inventada após confirmação de sua gravidez indesejada.
Para livrar-se de seu marido controlador, Jenna junta dinheiro aos poucos. Seus amigos são apenas colegas de trabalho Dawn e Becky (Cheryl Hines e Adrienne Shelly) e Joe (Andy Griffith), o rabugento dono da lanchonete e várias outras empresas locais, que a encoraja começar uma nova vida em outro lugar.
A vida de Jenna dá uma "virada", após iniciar seu pré-natal com um lindo e jovem médico, Jim Pomatter (Nathan Fillion), recém chegado a cidade. Durante o pré-natal atração um pelo outro cresce e iniciam um apaixonado e secreto caso.
Jenna inicia um "diário", ostensivamente para o feto, dando ao espectador o acesso a seus pensamentos sobre o futuro dessa criança e seus planos próprios. Entre esses pensamentos, ela descreve as várias tortas que cria, o público começa a conhecer as suas esperanças e sonhos em evolução, preocupações e medos, e aos poucos, o apego ao bebê que a princípio não queria.
Após o parto, uma sequência de fatos inesperados acontecem, com um final feliz, porém surpreendente.

## Elenco
- Keri Russell ... Jenna Hunterson
- Nathan Fillion ... Dr. Jim Pomatter
- Cheryl Hines ... Becky
- Adrienne Shelly ... Dawn Williams
- Eddie Jemison ... Ogie Anhorn
- Jeremy Sisto ... Earl Hunterson
- Andy Griffith ... Joe
- Lew Temple ... Cal
- Darby Stanchfield ... Francine Pomatter